# Remo Morelli
Remo Morelli (Nerviano, 10 settembre 1936) è un ex calciatore e medico italiano.

## Biografia
Figlio del ciclista Ambrogio Morelli (Vincitore Giro d'Italia, 2º Classificato Tour de France), si è dedicato inizialmente all'atletica leggera (campione lombardo juniores nei 100 e 200 metri piani) per poi passare al calcio, senza trascurare per questo gli studi (maturità classica e università di medicina).
Al termine della carriera agonistica si è dedicato alla professione di medico chirurgo, specializzandosi in ostetricia e ginecologia, pediatria e puericultura. Suo figlio Stefano Ambrogio (Nerviano, 1965) ha pratica lo sport della vela vincendo otto titoli italiani, un argento mondiale nel 1997 in Florida e due Bronzi mondiali (2002 Portogallo, 2007 Florida) nella classe FD Flying Dutchman.

## Carriera
Alla fine degli anni cinquanta viene ingaggiato dal Catania, dove contribuisce alla promozione della squadra siciliana in Serie A nel 1959-1960 e con cui gioca anche nelle due stagioni successive prima di passare al Cagliari nel 1962-1963.

## Statistiche

### Presenze e reti nei club
| Stagione        | Squadra         | Campionato      | Campionato | Campionato | Coppe nazionali | Coppe nazionali | Coppe nazionali | Coppe continentali | Coppe continentali | Coppe continentali | Totale | Totale |
| Stagione        | Squadra         | Comp            | Pres       | Reti       | Comp            | Pres            | Reti            | Comp               | Pres               | Reti               | Pres   | Reti   |
| --------------- | --------------- | --------------- | ---------- | ---------- | --------------- | --------------- | --------------- | ------------------ | ------------------ | ------------------ | ------ | ------ |
| 1959-1960       | Catania         | B               | 30         | 4          | CI              | 1               | 0               | CA                 | 2                  | 1                  | 33     | 5      |
| 1960-1961       | Catania         | A               | 17         | 9          | CI              | 1               | 0               | -                  | -                  | -                  | 18     | 9      |
| 1961-1962       | Catania         | A               | 15         | 1          | CI              | 2               | 0               | CAm                | 1                  | 0                  | 18     | 1      |
| 1962-ott. '62   | Catania         | A               | 2          | 0          | CI              | 1               | 0               | CAm                | -                  | -                  | 3      | 0      |
| Totale Catania  | Totale Catania  | Totale Catania  | 64         | 14         |                 | 5               | 0               |                    | 3                  | 1                  | 72     | 15     |
| ott. '62-1963   | Cagliari        | B               | 7          | 1          | CI              | ?               | ?               | -                  | -                  | -                  | 7+     | 1+     |
| 1963-1964       | Parma           | B               | 10         | 1          | CI              | ?               | ?               | -                  | -                  | -                  | 10+    | 1+     |
| 1964-1965       | Spal            | B               | 7          | 0          | CI              | ?               | ?               | -                  | -                  | -                  | 7+     | 0+     |
| Totale carriera | Totale carriera | Totale carriera | 88         | 16         |                 | 5+              | 0+              |                    | 3                  | 1                  | 96+    | 17+    |